# Vintschgau (Adelsgeschlecht)

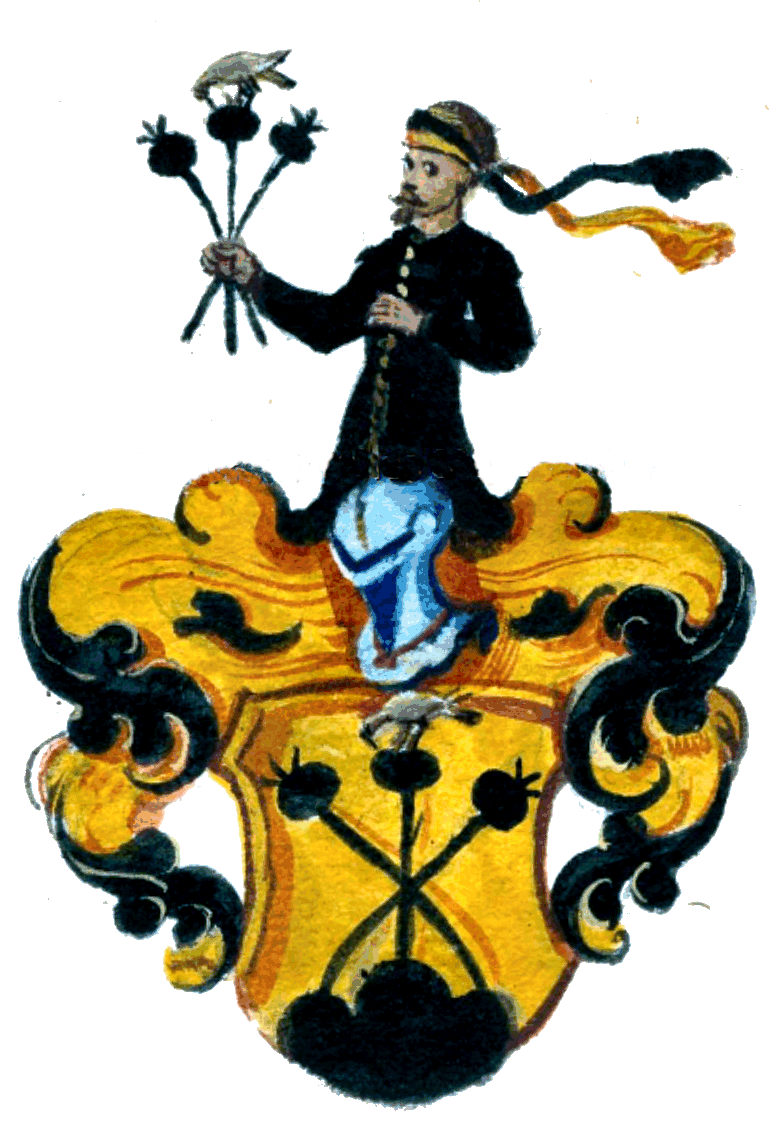
Wappen der Vintschger (1633)

Vintschgau zu Altenburg, Hohenhaus und Neuberg ist der Name eines briefadeligen Geschlechts aus der gefürsteten Grafschaft Tirol, das in den erblichen Reichsritter- und Freiherrenstand erhoben wurde.

## Geschichte
Am 22. August 1591 erhielt Christoph Vintschger vom Tiroler Landesfürst Erzherzog Ferdinand II. in Innsbruck die Adels- und Rotwachsfreiheit sowie das erledigte Wappen der in mütterlichen Linie Verwandten erloschenen Payr von Altenburg. Des Weiteren erlaubte man ihm sich nach seinem ererbten Ansitz "von und zu Altenburg" nennen zu dürfen. 1622 erfolgte die Eintragung in die Tiroler Adelsmatrikel. Hans Sigmund Vintschger wurde am 15. Juli 1633 ein kaiserlicher Wappenbrief verliehen. Darauf verlieh man am 21. August 1669 Stephan Vintschger aus dem Gericht Altenburg den Adelsstand mit dem Prädikat "von und zu Altenburg" sowie eine Wappenbesserung. Schließlich erlangte am 11. Juli 1674 Johann Christoph Vintschger von und zu Altenburg von Kaiser Leopold I. in Wien die Bestätigung des verliehenen Ritterstandes und eine Wappenbesserung. Am 12. Juni 1675 erfolgte eine Bestätigung des Ritterstands und eine Wappenbesserung.

## Besitzungen
- Ansitz Altenburg in St. Michael
- Ansitz Grußdorf in St. Michael
- Ansitz Neuberg in St. Pauls

## Wappen
- Blasonierung des Wappens von 1633: In Gold auf einem schwarzen Dreiberg drei schwarze Mohnköpfe oder Granatäpfel, auf deren mittleren ein Vogel sitzt. Auf dem Helm mit schwarz-goldenen Helmdecken ein schwarz-gekleideter Mann mit wehendem schwarz-goldenem Stirnband, in der rechten Hand die drei Mohnköpfe mit dem Vogel.
- Blasonierung des vermehrten Wappens von 1674: Geviert. Felder 1 und 4 das Vintschgauer Stammwappen (in Schwarz auf grünem Dreiberg drei goldene Granatäpfel mit rotem Inhalt, auf dem mittleren ein auffliegender goldener Vogel); Felder 2 und 3 das Wappen der Payr von Altenburg (zweimal geteilt, oben von Gold und Schwarz gespalten, die Mitte in Silber, unten in Rot). Über dem Schild eine goldene Krone.[7]
- Blasonierung des späteren gebesserten Freiherrenwappens: Geviert mit (teilweise gekrönten) Mittelschild, darin in Schwarz ein goldenes „V“ darüberschwebend ein goldener Ring. Felder 1 und 4 in Schwarz ein schräglinksliegender silberner Wolfshaken, Felder 2 und 3 das Wappen der ausgestorbenen Payr von Altenburg. Zwei gekrönte Helme: I. mit schwarz-silbernen Decken ein schwarzer Flügel belegt mit dem silbernen Wolfshaken; II. mit rot-silbernen Decken eine Bracke von Gold, Silber und Rot geteilt.[7]

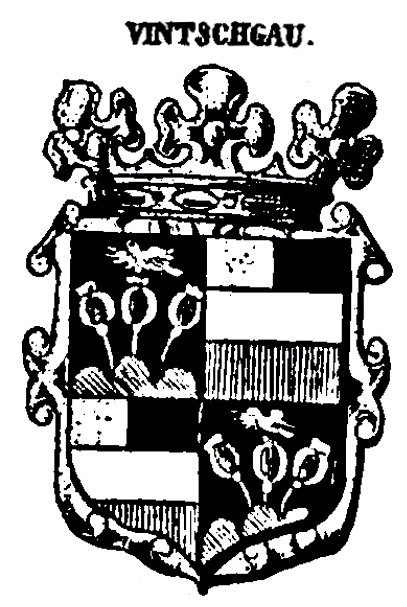
Vermehrtes Wappen derer von Vintschgau (1674) in Siebmachers Wappenbuch
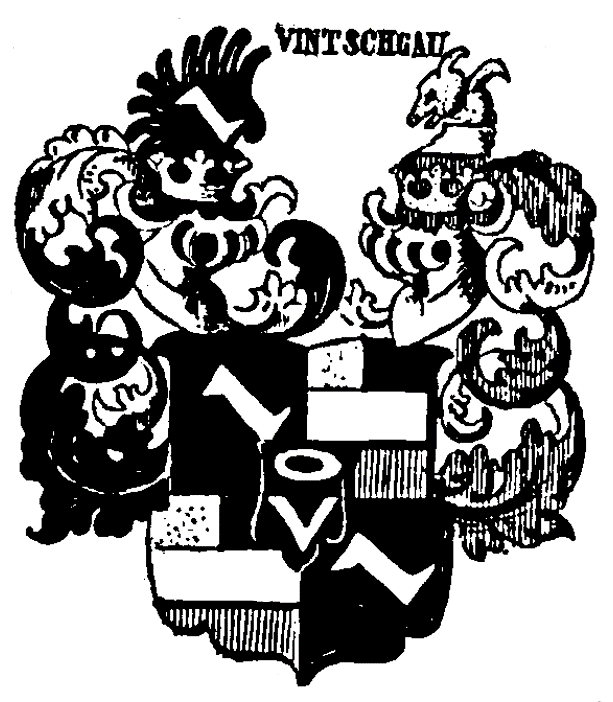
Gebessertes Wappen der Freiherren von Vintschgau in Siebmachers Wappenbuch
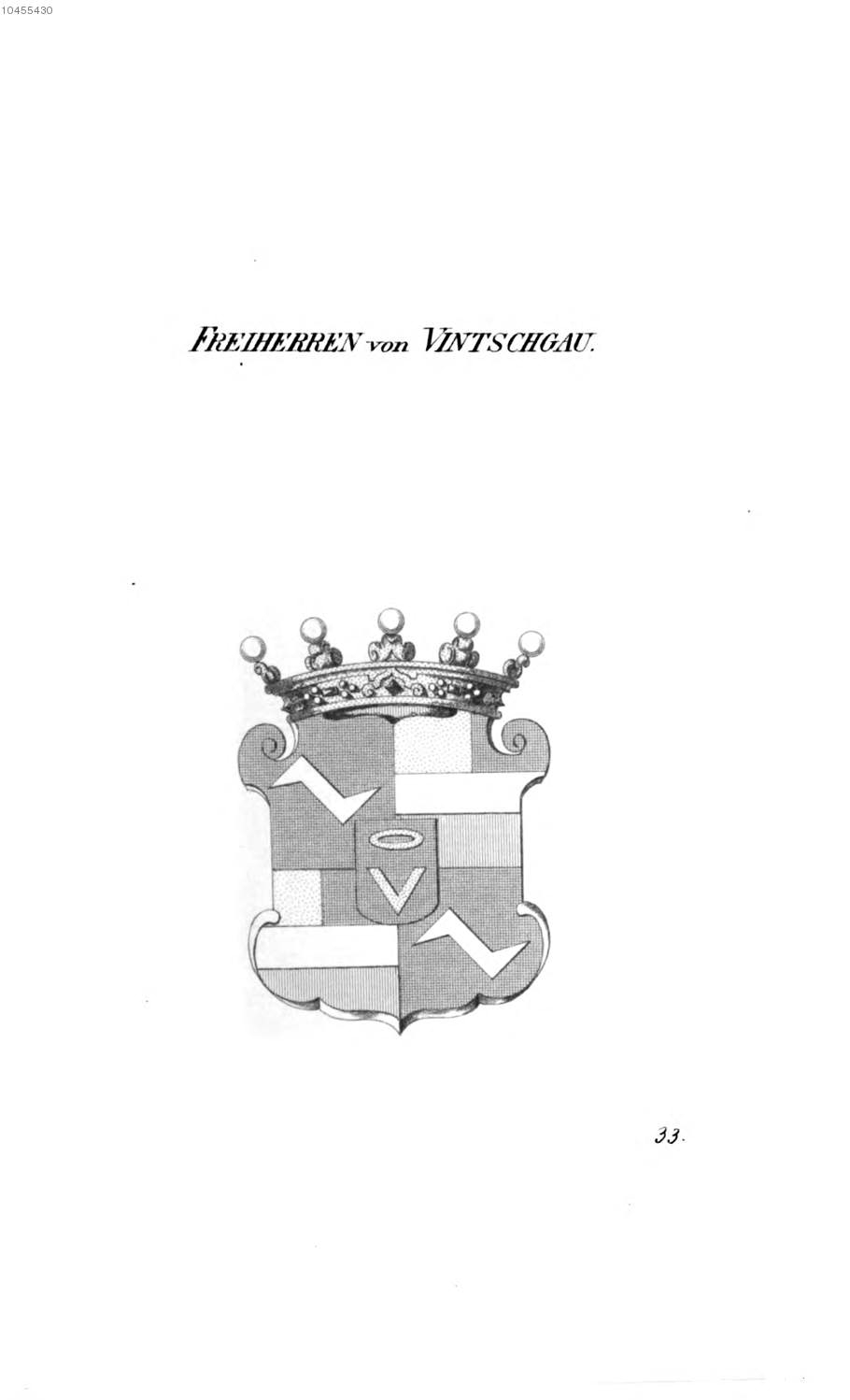
Gebessertes Wappen der Freiherren von Vintschgau nach Konrad Tyroff

## Persönlichkeiten
- Maximilian von Vintschgau (1832–1913), österreichischer Physiologe